# 富士山興法寺
富士山興法寺（ふじさんこうぼうじ）は、現在の静岡県富士宮市に存在した寺院。富士山の村山修験における中心地である。村山興法寺とも呼ばれる。大宮・村山口登山道のうち、村山口の起点でもある。
神仏分離令の後は、村山浅間神社と富士山興法寺大日堂に分離した。

## 起源
創建は末代とされ、鎌倉時代に末代の流れを汲む頼尊によって開かれたと伝わる。例えば文明10年（1478年）に修験者と富士氏の協力により制作された大日如来坐像の銘には「富士山興法寺衆徒等」とある。このため、少なくとも15世紀には富士山興法寺は存在していた。
頼尊は「富士行」を行うなど、12世紀には既に村山周辺において修験道などの富士信仰に基づく宗教活動が行われていたと考えられている。

## 中世史
興法寺は室町時代までは伊豆走湯山末寺であった。しかし次第にその影響から離れ、戦国時代には関係性は見られなくなっている。興法寺の人員は「衆徒」と「山伏」で構成され、衆徒が上位身分であった。村山三坊はこのうち衆徒で構成され興法寺の中核を担い、山伏には興法寺内に坊を構える者も居た。
興法寺には「寺務代」という役職が存在した。例えば天文2年（1533年）の今川氏輝判物には「富士山興法寺々務代辻坊」とあり、このとき辻之坊が寺務代であったことが知られる。また今川氏真判物より、永禄9年（1566年）には辻之坊と池西坊が寺務代を兼任していたことが知られる。

## 聖護院門跡との関係

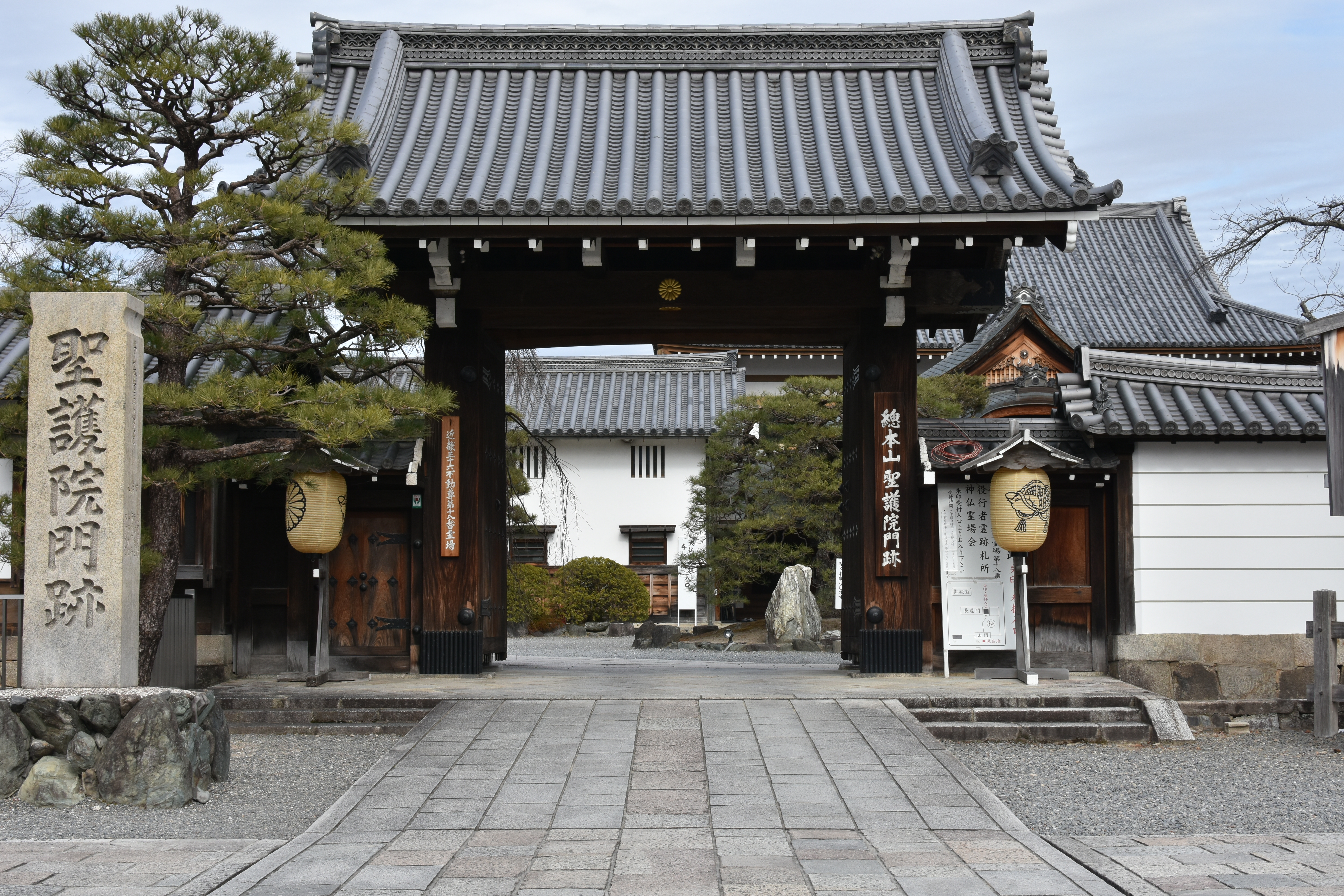
聖護院門跡

興法寺は聖護院門跡を本山とする修験道本山派に属し、その末寺（御直末院）の寺格を有していた。興法寺が本山派に属した時期や御直末院となった時期については、諸説がある。
本山派に属した時期は今川氏当主が今川氏輝であった時代まで遡る潜在性を持つという指摘や、近世の「天和相論」（後述）以後とする指摘がある。また御直末院となった時期は、天和相論を契機とするとされている。つまり、17世紀後半のことであるとされる。
村山三坊は天和3年（1683年）を決定的な契機として、聖護院門跡との間で相論を起こしている（天和相論）。発端は遡ること数年前に村山が聖護院との関係を否定し、無本寺であると称したことであった。それを見た聖護院は公儀に訴え出て、結果として寺社奉行から村山三坊に対し以下の文言を含む覚書が突きつけられた。
このように村山が無本寺を称したことを非難されている。また富士野の相論でも大鏡坊・池西坊は追放、辻之坊は閉門となっていることも指摘された。そして同年12月14日に寺社奉行から聖護院に宛てられた「寺社奉行連署書状」に「前々御門主為御支配之間」とあるように、改めて村山が聖護院支配下であることが確認されている。
この明和相論を、単なる聖護院と村山の対立構造として見るのではなく、富士野相論により権威を失った村山側が再起を図った行動の結果と肯定的に評価する意見もある。

## 大日堂
富士山の本尊である大日如来を主尊とし、現在の村山浅間神社社殿に隣接して建っている。現存する唯一の堂であり、現在のものは江戸時代末期のものと考えられている。堂内には大日如来像、役行者像があり、周辺には水垢離場や護摩壇が残っている。
- 天正8年（1580年）9月 武田勝頼が大日堂を再建
- 天正11年（1583年) 徳川家康が大日堂を造営（他村山浅間社含む）
- 寛永10年（1633年）大風により大破
- 元禄10年（1697年）徳川綱吉が駿河国田中城城主太田資直を奉行とし、大日堂を造営（他村山浅間社含む）

## 村山浅間神社と大棟梁権現社
元は神号を浅間大菩薩、社号は富士根本宮の他に「七社浅間」といった呼称があった。明治7年頃から「根本宮浅間神社」とし、神仏分離令により富士山本宮浅間大社の摂社となる。「七社浅間」の七社とは以下の七社であり、主祭神の浅間大菩薩の他、相殿を含める。
1. 浅間大菩薩
2. 三嶋大明神
3. 箱根大権現
4. 伊豆大権現
5. 伊勢大神宮
6. 熊野三所大権現
7. 白山妙理大権現

- 大棟梁権現社

元は村山浅間神社の摂社である。高根総鎮守と称し、祭神は大己貴命である（元は末代上人を祭神とする）。明治4年に富士大神社と改称した。
- 末社
  - 八幡宮
  - 天満宮
  - 竈神社
  - 高八明神社
  - 別雷神社